# Nu metalcore
Nu metalcore (o nu-core )  es un género musical que combina elementos del Nu-Metal y el Metalcore. El género a menudo hace uso de una combinación del screaming y voces cantadas, además de breakdowns, ritmos de batería con influencias del Hip Hop y elementos de la música electrónica.
Durante los años 90, muchas bandas de nu metal tomaron influencia de la escena hardcore, y bandas de metalcore como Integrity, Norma Jean y Bury Your Dead adoptaron elementos del nu metal en distintos puntos de sus carreras. En la década del 2000, bandas de deathcore como Suicide Silence, Emmure y Whitechapel tomaron influencia del nu metal, lo que condujo a la primera ola del nu metalcore en la década del 2010. En 2013, se lanzaron obras que definieron el género, como Sempiternal de Bring Me the Horizon, Strangers Only de My Ticket Home y The Death Card de Sworn In. En 2016, las formaciones de Cane Hill, Ocean Grove e Issues habían dado lugar a una primera ola solidificada. Una segunda corriente del género, originada en la escena hardcore, pronto surgió con Forever de Code Orange, Errorzone de Vein.fm y Posthuman de Harm's Way. En la década del 2020, el género siguió ganando terreno, con una nueva ola de grupos que incluía a Loathe, Tetrarch y Tallah .

## Características
El Nu metalcore a menudo hace uso del screaming y voces cantadas, breakdowns, riffs de guitarra pesados, ritmos de batería con influencia del Hip Hop o el rap y elementos de la música electrónica.  Loudwire describió el estilo como algo basado principalmente en géneros como el Nu-Metal y el hip hop, aunque también incorporando breakdowns del hardcore punk y los tonos de guitarra del djent.  El escritor de Metal Injection, Max Heilman, afirmó específicamente que el estilo del metalcore que las bandas de nu metalcore inspiran es el estilo "hardcore metálico" original de los años 1990.  Un editorial de Thrash Hits citó al R&B contemporáneo como una influencia clave en el género, comparándolo con la influencia que tuvo el hip hop en el género nu metal original. 